# Liste der kanadischen Unterhauswahlen

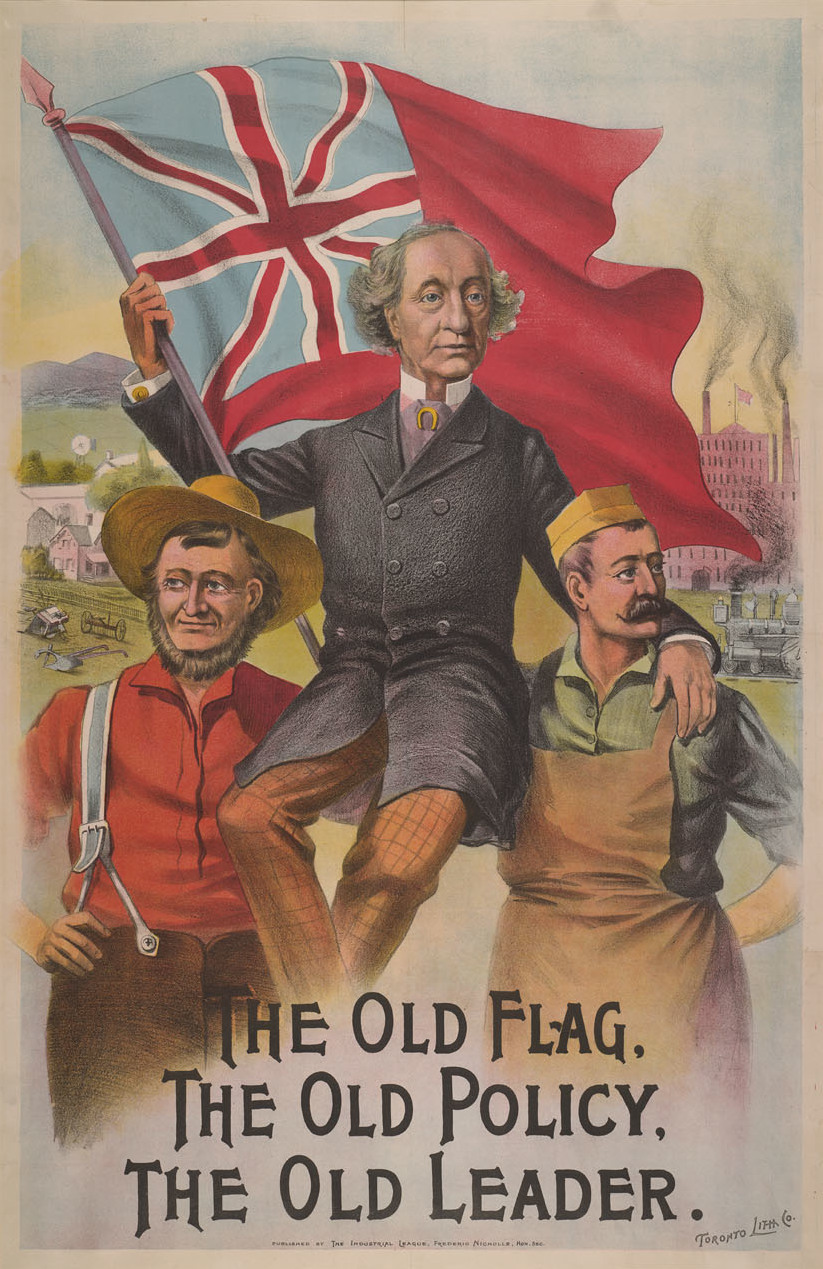
Wahlplakat der Konservativen (1891)

Diese Liste bietet eine Übersicht der Wahlen zum kanadischen Unterhaus, der gewählten Kammer des kanadischen Parlaments. Die Anzahl der Sitze erhöhte sich über die Jahre laufend, von 180 bei den ersten Wahlen bis 308 heute. Die bestehende Regierungsstruktur entstand 1867 mit dem Verfassungsgesetz.
Zwei Parteien haben die Politik in Kanada dominiert: Die Liberale Partei und die historische Konservative Partei (ab 1943 als Progressiv-konservative Partei bezeichnet). Falls die moderne Konservative Partei als Nachfolgerin der historischen betrachtet wird, so gibt es nur zwei Parteien, welche die Regierung gebildet haben (die Unionistische Partei von 1917 war eine Koalition von Liberalen und Konservativen, die für die Wehrpflicht eintraten).
Obschon bisher nur zwei politische Lager jemals die Regierung gebildet haben und somit ein Zweiparteiensystem zu existieren scheint, ist Kanada seit den 1920er Jahren effektiv ein Mehrparteiensystem, da verschiedene kleinere Parteien im Unterhaus vertreten waren bzw. sind und diese die zwei großen Parteien regelmäßig zur Bildung von Minderheitsregierungen zwingen. Zu Beginn waren dies die Progressive Partei und die Bewegung der United Farmers. Auf diese folgten in den 1930er Jahren die Social Credit Party und die Co-operative Commonwealth Federation (CCF). 1961 wandelte sich die CCF zur Neuen Demokratischen Partei (NDP), während die Social Credit Party 1980 in der Versenkung verschwand.
Die in den 1980er Jahren dominierende Progressiv-konservative Partei erholte sich nie mehr von der vernichtenden Wahlniederlage im Jahr 1993 (als sie nur noch zwei Sitze erhielt und sogar den Fraktionsstatus verlor). Den rechten Teil des politischen Spektrums vertraten anschließend nacheinander die Reformpartei und die Kanadische Allianz. Letztere fusionierte mit den Progressiv-Konservativen zur neuen Konservativen Partei, die seit 2006 die Regierung bildet. Seit 1993 ist auch der separatistische Bloc Québécois vertreten, der lange die meisten Sitze in der französischsprachigen Provinz Québec hielt.
|  | Liberale Partei                      |  | Kanadische Allianz                                                                           |
|  | Neue Demokratische Partei            |  | Konservative Partei                                                                          |
|  | Anti-Confederation Party             |  | Liberal-konservative Partei, Konservative Partei (historisch) Progressiv-konservative Partei |
|  | Co-operative Commonwealth Federation |  | Liberal-konservative Partei, Konservative Partei (historisch) Progressiv-konservative Partei |
|  | Social Credit Party                  |  | Bloc Québécois                                                                               |
|  | United Farmers                       |  | Progressive Partei                                                                           |
|  | Reformpartei                         |  | Unionistische Partei                                                                         |

## Zusammenfassung der Ergebnisse
Die Ergebnisse der dritt-, viert- und fünftstärksten Parteien werden unter „Sonstige Parteien“ zusammengefasst, falls die Partei an einem beliebigen Zeitpunkt ihrer Geschichte nicht mindestens vier Sitze errungen hat. Unabhängige werden ebenfalls unter „Sonstige Parteien“ zusammengefasst.